# Monte Tianmen
El monte Tianmen (chino simplificado: 天门山; chino tradicional: 天門山; pinyin: Tiānmén Shān; literalmente, 'Montaña de la Puerta del Cielo') es un monte ubicado dentro del Parque Nacional del Monte Tianmen, Zhangjiajie, en la parte noroeste de la provincia de Hunan, China.

## Descripción

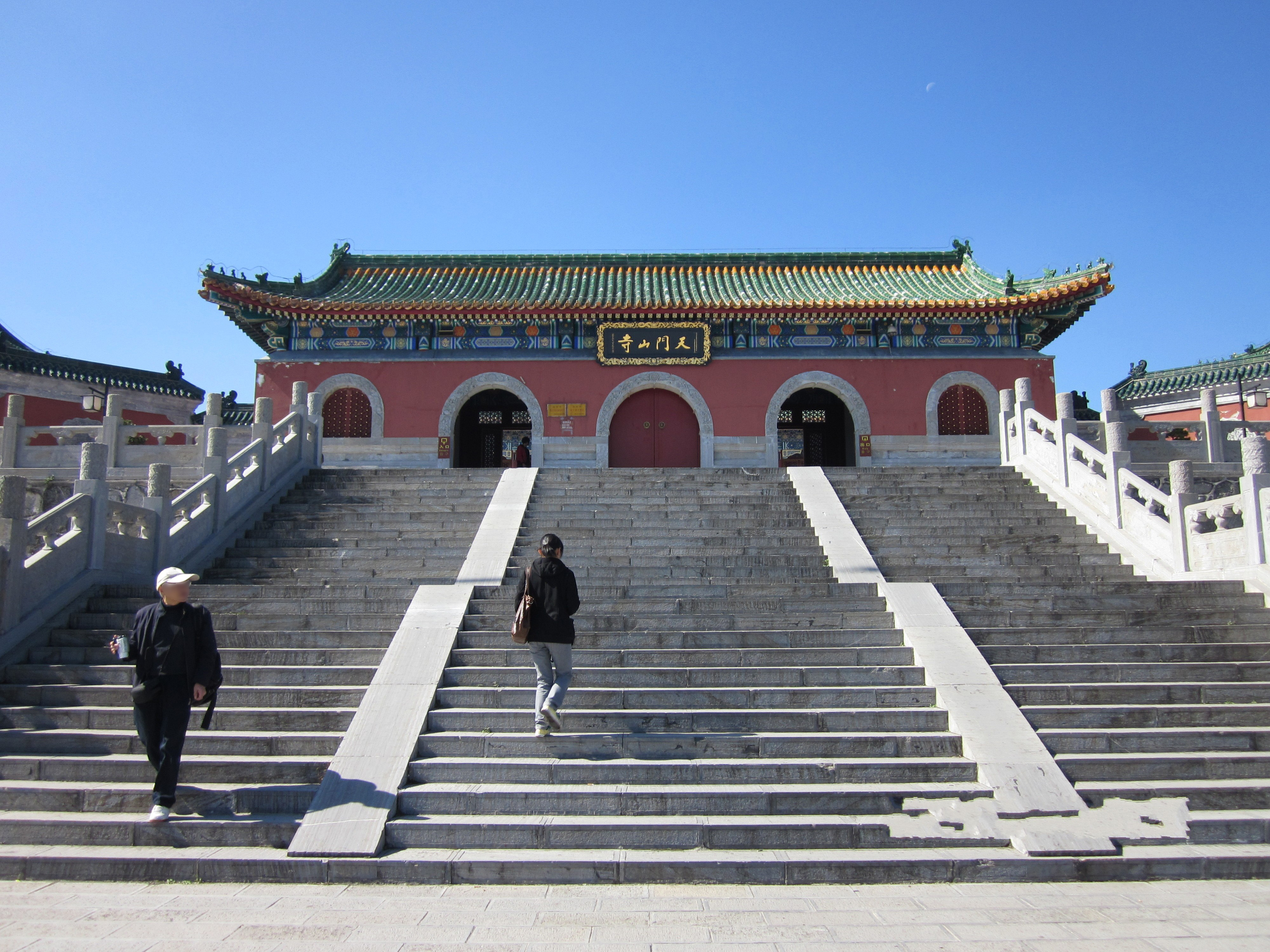
Templo Tianmenshan

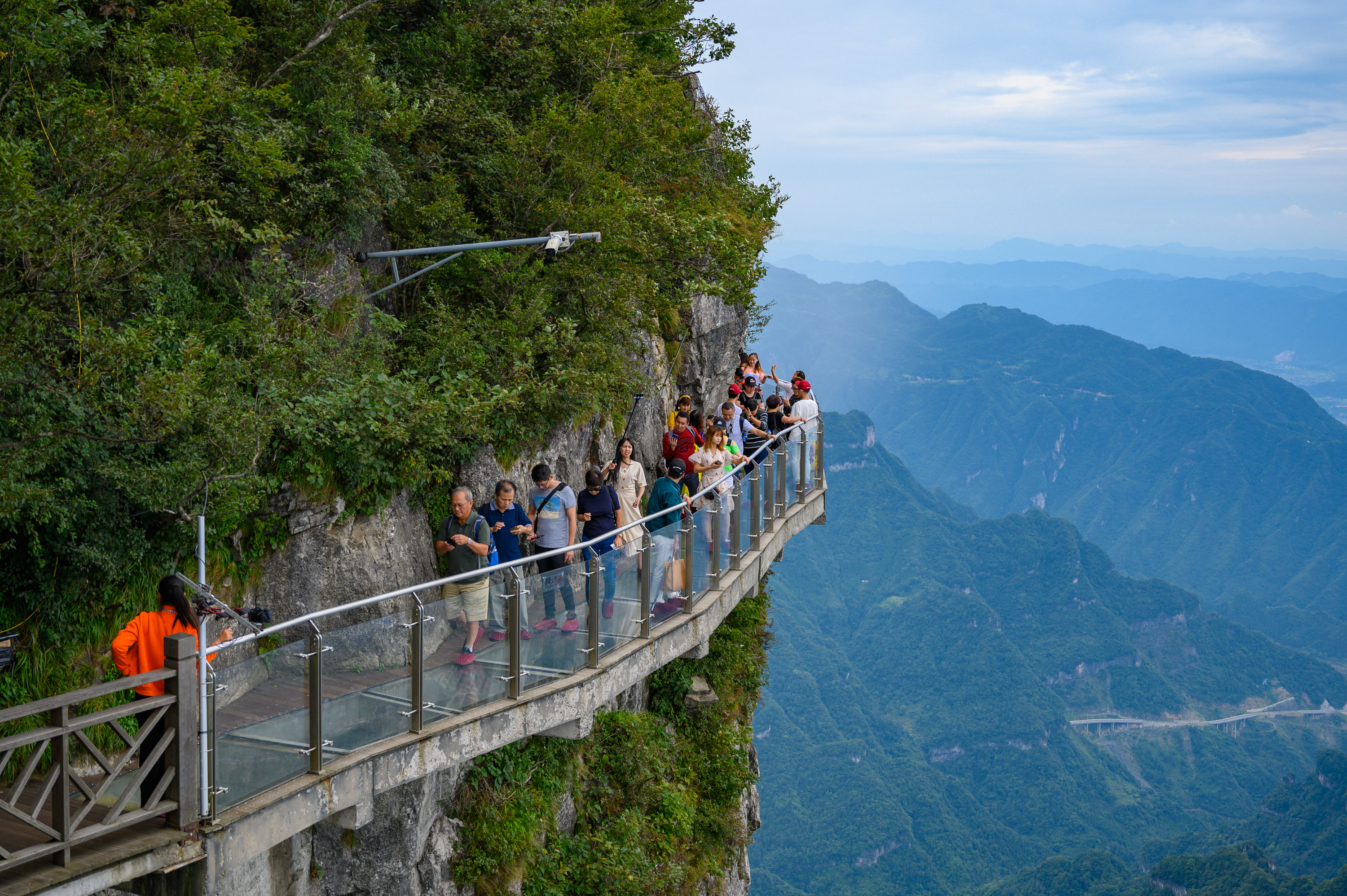
Sendero de cristal en el acantilado

En 2005, la empresa francesa Poma construyó un teleférico desde la cercana estación de tren de Zhangjiajie hasta la cima del monte. El teleférico se anuncia en publicaciones turísticas como el «teleférico de pasajeros de alta montaña más largo del mundo», con 98 vagones y una longitud total de 7455 m y un ascenso de 1279 m. La pendiente máxima es de 37 grados. Los turistas pueden caminar por kilómetros de senderos construidos a lo largo del acantilado en la cima del monte, incluyendo secciones con suelos de cristal. Una carretera de 11 km, la avenida Tongtian, con 99 curvas, también llega a la cima y lleva a los visitantes al arco natural de la cueva Tianmen, de una altura de 131,5 m. Al igual que el monte, la cueva se traduce como la Puerta del Cielo/天门 y tiene una entrada de 999 escalones conocida como la Escalera al Cielo.
El Templo Tianmenshan se encuentra en la cima, con acceso mediante telesilla o sendero. El templo original fue construido durante la dinastía Tang y destruido a principios del siglo XX. En 1949, al acercarse el fin de la Revolución comunista china, se inició la construcción de un nuevo templo con arquitectura de la dinastía Tang.
En 2007, Alain Robert escaló el acantilado debajo del arco, con las manos desnudas y sin protección; una placa conmemora su hazaña. La Liga Mundial de Traje Aéreo celebró el primer y segundo Campeonato Mundial de Traje Aéreo en Tianmen. El 8 de octubre de 2013, durante un salto de entrenamiento para el segundo campeonato mundial, Viktor Kováts se precipitó y murió al no poder abrir su paracaídas.
En agosto de 2016, se abrió al público una pasarela de cristal con vistas a la avenida Tongtian, llamada «Acantilado del Dragón Enrollado». En septiembre del mismo año, el piloto italiano Fabio Barone estableció el primer récord mundial de velocidad con su Ferrari 458 Italia, cubriendo la ruta de casi 11 km en 10 minutos y 31 segundos.
En abril de 2023, cuatro personas murieron en un suicidio colectivo en una de las pasarelas del monte Tianmen. Tres hombres saltaron desde la pasarela de la línea oeste, a una altura aproximada de 1430 m. A la cuarta persona, una mujer, se le impidió saltar, pero ya había ingerido veneno, lo que le causó la muerte.